# Millonarios Fútbol Club (femenino)
Millonarios Fútbol Club (oficialmente «Azul y Blanco Millonarios Fútbol Club S. A.»), conocido simplemente como Millonarios, es un club de fútbol femenino colombiano, con sede en la ciudad de Bogotá; sección del club homónimo. Fue fundado en afiliación con la Universidad Sergio Arboleda el 9 de mayo de 2018, aunque sus orígenes datan desde 1949 con una preexistente rama femenina del club llamada Las Millonarias. Milita en la Liga Femenina de Colombia disputando sus partidos en el Estadio El Campín.

## Historia
El proyecto del equipo femenino de Millonarios se remonta a la década de los 70's, teniendo  participaciones esporádicas en torneos amistosos hasta inicios de los 2000's. Formalmente en 2016 da el inicio a sus divisiones menores. Más adelante en agosto de 2017 la Universidad Sergio Arboleda se une al proyecto planteando una alianza deportiva con miras a llegar al profesionalismo en 2019.
El club empieza su formación el 6 de junio de 2018, con la preselección de 23 jugadoras. El equipo fue presentado el 12 de diciembre de 2018, tras seis meses de estructuración, donde, en alianza con al Universidad Sergio Arboleda se conforma un convenio para enriquecer el plantel femenino. Posteriormente se oficializa la participación del club en la Liga Femenina de Fútbol de Colombia. Millonarios sería el primer club en contratar a una futbolista peruana de manera profesional, esto en junio de 2019 tras fichar a la jugadora Fabiola Herrera, siendo la primera jugadora de ese país jugando en el exterior.

### Inicios del profesionalismo
Su debut en la Liga Profesional Femenina de Fútbol de Colombia se daría en el año 2019, donde el club es sembrado en el grupo B junto a: Independiente Santa Fe, La Equidad, y Bogotá F. C.. Con miras a la búsqueda del título, el Club se refuerza con jugadoras destacadas del medio local y del exterior, como Kimika Forbes, Angie Castañeda, Mariana Pion y Lina Arciniegas. El equipo inicia entrenamientos el 10 de junio de 2019 bajo la dirección del entrenador Douglas Calderón. El 13 de junio de 2019 es llevada a cabo la presentación del plantel profesional en compañía del gerente de Allianz Colombia, el presidente de la institución Enrique Camacho y el entrenador Douglas Calderón. Así mismo se confirma un amistoso contra la Selección Colombia el 16 de junio de 2019, el cual empata 0-0.
Debuta el 14 de junio de 2019 ante La Equidad con victoria 2-1, obteniendo así el triunfo en el primer partido oficial de la historia del club. Las 'Embajadoras' empiezan perdiendo 1-0; sin embargo, Angie Castañeda sería quien lograría empatar el partido desde el punto penal, siendo este el histórico primer gol del equipo y luego dar la victoria definitiva con un segundo tanto suyo.

### Alineación primer partido oficial
- Planteamiento: (3-5-2)[13]
- Kimika Forbes
- Sara Páez
- María Peraza
- Sindy Ángel
- Sharon Ramírez
- Viviana Acosta
- Lisseth Moreno
- Natalie Melo (C)
- Angie Castañeda
- Karen Páez
- Lina Gómez

Entrenador:  Douglas Calderón

## Uniforme
El club utiliza como colores principales el azul y el blanco, distribuidos en camiseta azul, pantaloneta blanca y medias azules o blancas. Así mismo el uniforme alternativo utiliza camiseta blanca, pantaloneta azul y medias blancas. La indumentaria del club es fabricada por la multinacional alemana Adidas.
| Uniformes Actuales | Uniformes Actuales | Uniformes Actuales | Uniformes Actuales | Uniformes Actuales | Uniformes Actuales | Uniformes Actuales | Uniformes Actuales | Uniformes Actuales | Uniformes Actuales |
| ------------------ | ------------------ | ------------------ | ------------------ | ------------------ | ------------------ | ------------------ | ------------------ | ------------------ | ------------------ |
| Titular            | Alternativo        | Tercero            | Portero 1          | Portero 2          | Portero 3          | Entrenamiento 1    | Entrenamiento 2    | Presentación 1     | Presentación 2     |
|                    |                    |                    |                    |                    |                    |                    |                    |                    |                    |

### Proveedor y patrocinadores
| Patrocinios y proveedores | Patrocinios y proveedores | Patrocinios y proveedores | Patrocinios y proveedores                           |
| ------------------------- | ------------------------- | ------------------------- | --------------------------------------------------- |
| Periodo                   | Proveedor                 | Patrocinador principal    | Otros patrocinadores                                |
| 2018-2019                 | Adidas                    | Allianz                   | Universidad Sergio Arboleda Bodytech                |
| 2020-presente             | Adidas                    | Allianz                   | Universidad Sergio Arboleda Bodytech Cafam Wplay.co |

## Datos del club
- Temporadas en 1ª: 6
- Primer partido oficial:
  - 2-1 a La Equidad el 14 de julio de 2019.
- Primer gol en un partido oficial:
  -  Angie Castañeda de tiro penal ante La Equidad el 14 de julio de 2019.
- Jugadora más joven en debutar:
  -  Lina Jaime con 17 años, 5 meses y 12 días.
- Mayor cantidad de goles anotados en un partido de primera división:
  - 5-0 a Llaneros el 16 de octubre de 2020.
- Mayor cantidad de goles recibidos en un partido de primera división:
  - 4-0 Atlético Nacional el 27 de abril de 2024, 0-3 Santa Fe el 5 de noviembre de 2020 y 0-3 Santa Fe el 16 de agosto de 2021.
- Goles olímpicos:
  - Primera división:
  - Amistosos:
    - El 16 de febrero de 2019, Lina Jaime en la victoria 3-2 ante Orsomarso SC.
    - El 20 de marzo de 2019, Angie Castañeda en la victoria 2-1 ante la Selección del Meta.

### Temporadas en la Liga Profesional Femenina de Colombia
- Actualizado al 4 de julio de 2025.

 PJ=Partidos jugados; PE=Partidos empatados; P=Partidos perdidos; GF=Goles a favor; GC=Goles en contra; DIF=Diferencia de gol; Pts=Puntos. 
| Temporada | Posición                 | PJ  | PG | PE | PP | GF  | GC  | DIF | PTS |
| --------- | ------------------------ | --- | -- | -- | -- | --- | --- | --- | --- |
| 2019      | 4.° (Semifinal)          | 10  | 4  | 4  | 2  | 11  | 9   | +2  | 16  |
| 2020      | 4.° (Semifinal)          | 12  | 5  | 2  | 5  | 20  | 15  | +5  | 17  |
| 2021      | 3° (Grupo A)             | 8   | 2  | 5  | 1  | 11  | 6   | +5  | 12  |
| 2022      | 6.° (Cuartos de final)   | 18  | 8  | 3  | 7  | 18  | 15  | +3  | 27  |
| 2023      | 9.° (Todos contra todos) | 16  | 6  | 4  | 6  | 23  | 21  | +2  | 22  |
| 2024      | 5.° (Cuadrangulares)     | 20  | 10 | 6  | 4  | 28  | 18  | +10 | 36  |
| 2025      | En disputa               | 16  | 6  | 6  | 4  | 25  | 20  | +5  | 24  |
| Total     | Total                    | 100 | 41 | 30 | 29 | 136 | 104 | +32 | 154 |

## Jugadoras

### Plantilla 2025
| Jugadoras |              |      | Equipo técnico |         |                      |                 |  |  |  |  |
| \| Porteras \| \| \| \| \| \| \| \| \| \| \| \| 1 \| Colombia ! \| ARQ \| Michell Lugo \| 24 años \| Deportivo Pereira \| Absoluta \| \| \| \| \| \| 12 \| Colombia ! \| ARQ \| Daniela Gamboa \| 22 años \| Inter de Palmira \| \| \| \| \| \| \| 30 \| Colombia ! \| ARQ \| Luna Reyes \| 20 años \| Santa Fe \| \| \| \| \| \| \| Defensas \| \| \| \| \| \| \| \| \| \| \| \| 13 \| Colombia ! \| DEF \| María Alejandra Leal \| 24 años \| Llaneros \| \| \| \| \| \| \| 14 \| Colombia ! \| DEF \| María Fernanda Gutiérrez \| 21 años \| Llaneros \| \| \| \| \| \| \| 17 \| Colombia ! \| DEF \| Laura Tamayo \| 27 años \| Deportes Tolima \| Absoluta Futsal \| \| \| \| \| \| 22 \| Colombia ! \| DEF \| María José Torres \| 18 años \| Boyacá Chicó \| \| \| \| \| \| \| 23 \| Colombia ! \| DEF \| Fernanda Viáfara \| 19 años \| Alianza F. C. \| \| \| \| \| \| \| 26 \| CRC ! \| DEF \| Mariana Benavides \| 30 años \| Herediano \| Costa Rica \| \| \| \| \| \| Centrocampistas \| \| \| \| \| \| \| \| \| \| \| \| 6 \| Chile ! \| MED \| Lesly Olivares \| 23 años \| Deportes Antofagasta \| \| \| \| \| \| \| 7 \| Colombia ! \| MED \| Angie Castañeda \| 27 años \| Alianza Lima \| Absoluta \| \| \| \| \| \| 8 \| Colombia ! \| MED \| Juana Ortegón \| 19 años \| Deportivo Cali \| \| \| \| \| \| \| 10 \| Colombia ! \| MED \| Daniela Castellanos \| 22 años \| América de Cali \| \| \| \| \| \| \| 11 \| Costa Rica ! \| MED \| Katherine Alvarado \| 34 años \| Saprissa \| \| \| \| \| \| \| Delanteras \| \| \| \| \| \| \| \| \| \| \| \| 15 \| Colombia ! \| DEL \| Tatiana Ariza \| 34 años \| Deportes Antofagasta \| Absoluta \| \| \| \| \| \| 16 \| Colombia ! \| DEL \| Lina Gómez \| 26 años \| Racing Club \| Absoluta \| \| \| \| \| \| 19 \| Colombia ! \| DEL \| Paula Quiroga \| 20 años \| Guria Launchkhuti \| \| \| \| \| \| \| 20 \| Colombia ! \| DEL \| Catalina Amaya \| 23 años \| Atl. Nacional \| \| \| \| \| \| \| 25 \| Colombia ! \| DEL \| Rocío Olaya \| 19 años \| Alianza F. C. \| Sub-20 \| \| \| \| \| |              |      | Entrenador(es) Angie Vega Entrenador(es) adjunto(s) Diego Rodríguez Preparador(es) físico(s) Steward Hurtado Entrenador(es) de porteras Andrés Felipe Playonero Delegado Salomón Bitar Fisioterapeuta(s) Nathaly Cuasialpud Médico(s) Alejandro Soler · Leyenda - Pos. : Posición - Nac. : Nacionalidad deportiva - Capitana - Lesionada - POR / ARQ : Guardameta - DEF : Defensa - MED / VOL : Centrocampista - DEL : Delantera · |         |                      |                 |  |  |  |  |
| N.º | Nac.         | Pos. | Nombre | Edad    | Últ. equipo          | Internacional   |  |  |  |  |
| Porteras |              |      | |         |                      |                 |  |  |  |  |
| 1 | Colombia !   | ARQ  | Michell Lugo | 24 años | Deportivo Pereira    | Absoluta        |  |  |  |  |
| 12 | Colombia !   | ARQ  | Daniela Gamboa | 22 años | Inter de Palmira     |                 |  |  |  |  |
| 30 | Colombia !   | ARQ  | Luna Reyes | 20 años | Santa Fe             |                 |  |  |  |  |
| Defensas |              |      | |         |                      |                 |  |  |  |  |
| 13 | Colombia !   | DEF  | María Alejandra Leal | 24 años | Llaneros             |                 |  |  |  |  |
| 14 | Colombia !   | DEF  | María Fernanda Gutiérrez | 21 años | Llaneros             |                 |  |  |  |  |
| 17 | Colombia !   | DEF  | Laura Tamayo | 27 años | Deportes Tolima      | Absoluta Futsal |  |  |  |  |
| 22 | Colombia !   | DEF  | María José Torres | 18 años | Boyacá Chicó         |                 |  |  |  |  |
| 23 | Colombia !   | DEF  | Fernanda Viáfara | 19 años | Alianza F. C.        |                 |  |  |  |  |
| 26 | CRC !        | DEF  | Mariana Benavides | 30 años | Herediano            | Costa Rica      |  |  |  |  |
| Centrocampistas |              |      | |         |                      |                 |  |  |  |  |
| 6 | Chile !      | MED  | Lesly Olivares | 23 años | Deportes Antofagasta |                 |  |  |  |  |
| 7 | Colombia !   | MED  | Angie Castañeda | 27 años | Alianza Lima         | Absoluta        |  |  |  |  |
| 8 | Colombia !   | MED  | Juana Ortegón | 19 años | Deportivo Cali       |                 |  |  |  |  |
| 10 | Colombia !   | MED  | Daniela Castellanos | 22 años | América de Cali      |                 |  |  |  |  |
| 11 | Costa Rica ! | MED  | Katherine Alvarado | 34 años | Saprissa             |                 |  |  |  |  |
| Delanteras |              |      | |         |                      |                 |  |  |  |  |
| 15 | Colombia !   | DEL  | Tatiana Ariza | 34 años | Deportes Antofagasta | Absoluta        |  |  |  |  |
| 16 | Colombia !   | DEL  | Lina Gómez | 26 años | Racing Club          | Absoluta        |  |  |  |  |
| 19 | Colombia !   | DEL  | Paula Quiroga | 20 años | Guria Launchkhuti    |                 |  |  |  |  |
| 20 | Colombia !   | DEL  | Catalina Amaya | 23 años | Atl. Nacional        |                 |  |  |  |  |
| 25 | Colombia !   | DEL  | Rocío Olaya | 19 años | Alianza F. C.        | Sub-20          |  |  |  |  |

| Porteras        |              |     |                          |         |                      |                 |  |  |  |  |
| 1               | Colombia !   | ARQ | Michell Lugo             | 24 años | Deportivo Pereira    | Absoluta        |  |  |  |  |
| 12              | Colombia !   | ARQ | Daniela Gamboa           | 22 años | Inter de Palmira     |                 |  |  |  |  |
| 30              | Colombia !   | ARQ | Luna Reyes               | 20 años | Santa Fe             |                 |  |  |  |  |
| Defensas        |              |     |                          |         |                      |                 |  |  |  |  |
| 13              | Colombia !   | DEF | María Alejandra Leal     | 24 años | Llaneros             |                 |  |  |  |  |
| 14              | Colombia !   | DEF | María Fernanda Gutiérrez | 21 años | Llaneros             |                 |  |  |  |  |
| 17              | Colombia !   | DEF | Laura Tamayo             | 27 años | Deportes Tolima      | Absoluta Futsal |  |  |  |  |
| 22              | Colombia !   | DEF | María José Torres        | 18 años | Boyacá Chicó         |                 |  |  |  |  |
| 23              | Colombia !   | DEF | Fernanda Viáfara         | 19 años | Alianza F. C.        |                 |  |  |  |  |
| 26              | CRC !        | DEF | Mariana Benavides        | 30 años | Herediano            | Costa Rica      |  |  |  |  |
| Centrocampistas |              |     |                          |         |                      |                 |  |  |  |  |
| 6               | Chile !      | MED | Lesly Olivares           | 23 años | Deportes Antofagasta |                 |  |  |  |  |
| 7               | Colombia !   | MED | Angie Castañeda          | 27 años | Alianza Lima         | Absoluta        |  |  |  |  |
| 8               | Colombia !   | MED | Juana Ortegón            | 19 años | Deportivo Cali       |                 |  |  |  |  |
| 10              | Colombia !   | MED | Daniela Castellanos      | 22 años | América de Cali      |                 |  |  |  |  |
| 11              | Costa Rica ! | MED | Katherine Alvarado       | 34 años | Saprissa             |                 |  |  |  |  |
| Delanteras      |              |     |                          |         |                      |                 |  |  |  |  |
| 15              | Colombia !   | DEL | Tatiana Ariza            | 34 años | Deportes Antofagasta | Absoluta        |  |  |  |  |
| 16              | Colombia !   | DEL | Lina Gómez               | 26 años | Racing Club          | Absoluta        |  |  |  |  |
| 19              | Colombia !   | DEL | Paula Quiroga            | 20 años | Guria Launchkhuti    |                 |  |  |  |  |
| 20              | Colombia !   | DEL | Catalina Amaya           | 23 años | Atl. Nacional        |                 |  |  |  |  |
| 25              | Colombia !   | DEL | Rocío Olaya              | 19 años | Alianza F. C.        | Sub-20          |  |  |  |  |

- Jugadora que no pasa los filtros debido al sobrecupo en esas posiciones, por ende no es inscrita en la planilla oficial de Dimayor.

### Récords
| Más partidos disputados | Más partidos disputados | Más partidos disputados | Mayores anotadoras | Mayores anotadoras | Mayores anotadoras |
| ----------------------- | ----------------------- | ----------------------- | ------------------ | ------------------ | ------------------ |
| 1.                      | Lina Gómez              | 57 partidos             | 1.                 | Tatiana Ariza      | 13 goles           |
| 2.                      | Sharon Ramírez          | 46 partidos             | 2.                 | Lina Gómez         | 13 goles           |
| 3.                      | Lizeth Aroca            | 43 partidos             | 3.                 | Ledys Calvo        | 7 goles            |
| 4.                      | Ledys Calvo             | 41 partidos             | 4.                 | Lizeth Aroca       | 7 goles            |
| 5.                      | Laura Bolaño            | 40 partidos             | 5.                 | Kena Romero        | 5 goles            |
| 6.                      | Lisseth Moreno          | 35 partidos             | 6.                 | Angie Castañeda    | 5 goles            |
| 7.                      | Stefany Sarmiento       | 34 partidos             | 7.                 | Ivonne Chacón      | 5 goles            |
| 8.                      | Maryory Sánchez         | 34 partidos             | 8.                 | Laura Tamayo       | 5 goles            |
| 9.                      | Laura Tamayo            | 34 partidos             | 9.                 | Lisseth Moreno     | 4 goles            |
| 10.                     | Tatiana Ariza           | 29 partidos             | 10.                | Liana Salazar      | 4 goles            |
| Listado completo.       |                         |                         |                    |                    |                    |

Actualizado al 16/07/2024

### Aportes en selecciones
- Absoluta

Copa América
| #             | Selección | Posición | Jugadora        | Partidos | Goles | Resultado      |
| ------------- | --------- | -------- | --------------- | -------- | ----- | -------------- |
| Colombia 2022 |           |          |                 |          |       |                |
| 1.            | Perú      |          | Maryory Sánchez | 4        | 0     | Fase de grupos |
| 2.            | Paraguay  | Defensa  | Lorena Alonso   | 1        | 0     | 4º lugar       |

Juegos Olímpicos
| #          | Selección | Posición | Jugadora      | Partidos | Goles | Resultado        |
| ---------- | --------- | -------- | ------------- | -------- | ----- | ---------------- |
| París 2024 |           |          |               |          |       |                  |
| 1.         | Colombia  |          | Liana Salazar | 2        | 0     | Cuartos de final |

Juegos Panamericanos
| #         | Selección | Posición | Jugadora     | Partidos | Goles | Resultado |
| --------- | --------- | -------- | ------------ | -------- | ----- | --------- |
| Lima 2019 |           |          |              |          |       |           |
| 1.        | Colombia  |          | Michell Lugo | 0        | 0     | Campeona  |

- Sub 20

Mundial Sub-20
| #             | Selección | Posición       | Jugadora          | Partidos | Goles | Resultado        |
| ------------- | --------- | -------------- | ----------------- | -------- | ----- | ---------------- |
| Colombia 2024 |           |                |                   |          |       |                  |
| 1.            | Colombia  | Centrocampista | Ana Milé González | 1        | 0     | Cuartos de final |
| 2.            | Colombia  | Centrocampista | Ledys Calvo       | 1        | 0     | Cuartos de final |

Sudamericano Femenino Sub 20
| #            | Selección | Posición       | Jugadora          | Partidos | Goles | Resultado |
| ------------ | --------- | -------------- | ----------------- | -------- | ----- | --------- |
| Ecuador 2024 |           |                |                   |          |       |           |
| 1.           | Colombia  | Centrocampista | Daniela Garavito  | 9        | 1     | 3º lugar  |
| 2.           | Colombia  | Centrocampista | Ana Milé González | 7        | 1     | 3º lugar  |

Juegos Odesur
| #             | Selección | Posición       | Jugadora    | Partidos | Goles | Resultado |
| ------------- | --------- | -------------- | ----------- | -------- | ----- | --------- |
| Asunción 2022 |           |                |             |          |       |           |
| 1.            | Colombia  | Delantero      | Ledys Calvo |          |       | 3º lugar  |
| 2.            | Colombia  | Centrocampista | Sara Garzón |          |       | 3º lugar  |

- Sub 17

Mundial Sub-17
| #                         | Selección | Posición       | Jugadora     | Partidos | Goles | Resultado      |
| ------------------------- | --------- | -------------- | ------------ | -------- | ----- | -------------- |
| República Dominicana 2024 |           |                |              |          |       |                |
| 1.                        | Colombia  | Centrocampista | Reina Torres | 1        | 0     | Fase de grupos |

Sudamericano Femenino Sub 17
| #             | Selección | Posición       | Jugadora        | Partidos | Goles | Resultado   |
| ------------- | --------- | -------------- | --------------- | -------- | ----- | ----------- |
| Paraguay 2024 |           |                |                 |          |       |             |
| 1.            | Colombia  | Centrocampista | Reina Torres    | 6        | 1     | Subcampeona |
| Colombia 2025 |           |                |                 |          |       |             |
| 1.            | Colombia  | Defensa        | Isabella Amado  | 8        | 0     | 4º lugar    |
| 2.            | Colombia  | Defensa        | Shaira Collazos | 6        | 0     | 4º lugar    |
| 3.            | Colombia  | Centrocampista | María Agudelo   | 7        | 0     | 4º lugar    |
| 4.            | Colombia  | Centrocampista | Melanie Alzate  | 2        | 0     | 4º lugar    |
| 5.            | Colombia  | Centrocampista | Ana Clavijo     | 9        | 0     | 4º lugar    |
| 6.            | Colombia  | Delantero      | Sara Malaver    | 8        | 0     | 4º lugar    |

### Extranjeras
| Costa Rica                               | 3 | Mariana Benavides, Sofía Varela y Katherine Alvarado |
| Chile                                    | 3 | Gabriela Bórquez, Melany Letelier y Lesly Olivares   |
| Perú                                     | 2 | Fabiola Herrera y Maryory Sánchez                    |
| Venezuela                                | 2 | María Peraza y Yessica Velásquez                     |
| Uruguay                                  | 1 | Mariana Pion                                         |
| Trinidad y Tobago                        | 1 | Kimika Forbes                                        |
| Paraguay                                 | 1 | Lorena Alonso                                        |
| Argentina                                | 1 | Paloma Fagiano                                       |
| Última actualización: 1 de abril de 2025 |   |                                                      |

## Entrenadores
| Entrenador       | Periodo     | Partidos | Partidos | Partidos | Partidos | Goles | Goles | Goles | %      |
| Entrenador       | Periodo     | PJ       | PG       | PE       | PP       | GF    | GC    | DF    | %      |
| ---------------- | ----------- | -------- | -------- | -------- | -------- | ----- | ----- | ----- | ------ |
| Douglas Calderón | 2019        | 10       | 4        | 4        | 2        | 11    | 9     | (+2)  | 53.33% |
| Carlos Gómez     | 2020-2021   | 20       | 7        | 7        | 6        | 25    | 20    | (+5)  | 46.67% |
| Álvaro Anzola    | 2022 - 2023 | 34       | 14       | 7        | 13       | 41    | 36    | (+5)  | 48.04% |
| Angie Vega       | 2024 - Act. | 20       | 10       | 6        | 4        | 28    | 18    | (+10) | 60%    |

## Palmarés
Torneos Amistosos
- Torneo Mujeres, Fútbol y Flores (1): (2024)